# Žlabor
Žlabor je naselje v Občini Nazarje.